# Ben Joseph Green
Pour les articles homonymes, voir Green.
Ben Joseph Green (né le 27 février 1977 à Bristol en Angleterre) est un mathématicien de nationalité britannique spécialisé en combinatoire et en théorie des nombres. Il est connu pour avoir démontré le théorème de Green-Tao en collaboration avec le mathématicien Terence Tao.

## Prix et distinctions
En 2004 il reçoit le Clay Research Award.
Il reçoit le prix Salem, le prix Whitehead et le prix Ostrowski en 2005.
En 2007 il est lauréat du prix SASTRA Ramanujan. En 2008, il reçoit le prix de la Société mathématique européenne. En 2010, il est lauréat de la Conférence Forder. En 2013, il est lauréat de la Conférence Gauss. En 2014, il reçoit la médaille Sylvester.

## Publications (sélection)
- avec Sean Eberhard, Frederick Manners : Sets of integers with no large sum-free subset. Ann.  Math. (2) 180, n°2, 621-652 (2014).